# Typhliasina pearsei
Typhliasina pearsei là một loài cá đặc hữu México, sống trong hang động và hố sụt. Nó mang tên sak kay trong tiếng Maya Yucatec và dama blanca ciega trong tiếng Tây Ban Nha. Loài cá hang này có chiều dài tiêu chuẩn (toàn thân trừ đuôi) 9,7 cm (3,8 in). Đây là thành viên duy nhất trong chi Typhliasina.

## Mô tả
T. pearsei có đầu to, bẹt, không vảy, không mắt, nhưng có nhiều nhú và hốc chứa cơ quan cảm giác. Lỗ mũi nằm sát rìa miệng trên. Thân có vảy, với vây lưng và vây hậu môn dài kéo sát tới vây đuôi. Vây lưng có 75-87 tia mềm, vây hậu môn có 59-68 tia mềm.
Chiều dài tiêu chuẩn (toàn thân trừ đuôi) là 9,7 cm (3,8 in). Da thiếu sắc tố, nên chúng có màu trắng hồng.

## Phân bố
T. pearsei sống trong cenote (hố sụt có nước) và trong tầng ngậm nước ở bán đảo Yucatán của México, tại nơi mà nhiệt độ dao động 23 và 27 °C (73 và 81 °F) quanh năm. Vùng nước chúng sống thường nối ra biển, song hiện chỉ ghi nhận T. pearsei ở chỗ nước ngọt hay lợ.